# دای هیوا کینن تو

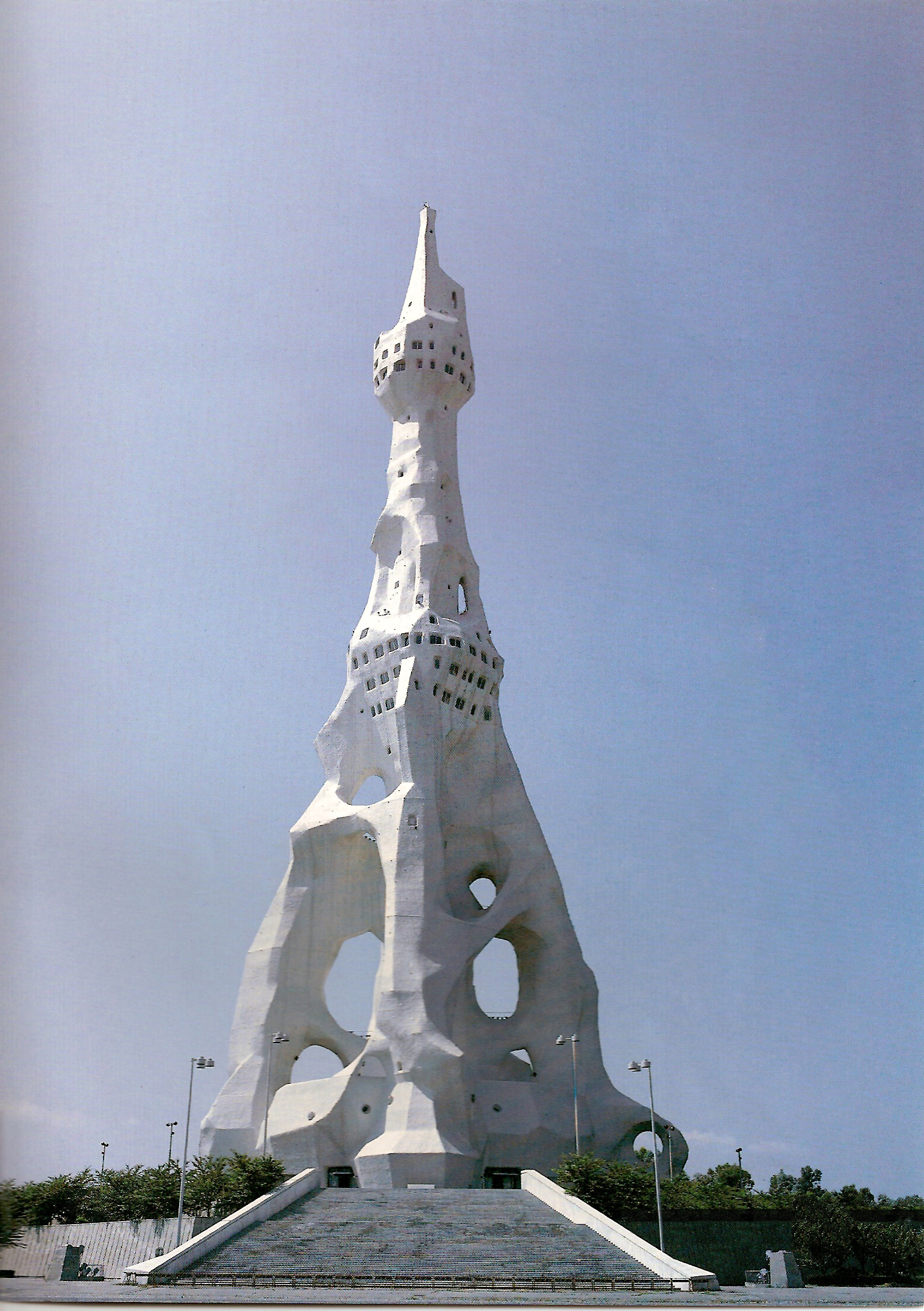
دای هیوا کینن تو، برج صلح ساخته شده توسط پرفکت لیبرتی کیودان

دای هیوا کینن تو (به ژاپنی: 大平和祈念塔 Dai Heiwa Kinen Tō)، به معنی برج دعای صلح بزرگ گور نمادین در توندابایاشی، اوساکا، ژاپن است.

## عمومی
این برج ۱۸۰ متر ارتفاع دارد و به رنگ سفید است و توسط کلیسای آزادی کامل در اوت ۱۹۷۰ ساخته شده است. The tower was built by Tokyu Construction.
گور نمادین تقدیم به جانهای همه قربانیان جنگ در تاریخ، صرف نظر از نژاد (انسان)، قومیت، دولت مستقل، مرز، منطقه، دین، فرقه دینی و عقیده. این برج همچنین به عنوان آرامگاه برای قربانیان جنگ ناشناس استفاده می‌شود. مراسم و مراسم یادبودی که در آن شرکت کنندگان برای صلح جهانی دعا می‌کنند، هر ساله در اول اوت برگزار می‌شود.